# Rankende helmbloem
De rankende helmbloem (Ceratocapnos claviculata, basioniem: Corydalis claviculata) is een eenjarige plant uit de papaverfamilie (Papaveraceae).
De soort ontleent de Nederlandstalige naam aan de eigenschap om langs andere planten te ranken (= klimmen). Omdat de bloemetjes op een leeuwerik zouden lijken, wordt ze ook weleens leeuwerikbloem genoemd.
Een oude naam voor de plant zou erdroock zijn.

## Botanische beschrijving
De plant is kruipend of klimmend, en kan door haar in hechtranken eindigende bladeren tot 1 m hoog klimmen. De bladeren zijn veervormig en meervoudig samengesteld.
De spiegelsymmetrische bloemetjes zijn 5-6 mm lang en bleekgeel. Een enkele keer lopen ze iets rood aan. De steel van de vruchtjes is 1-2 mm lang. De bloeitijd loopt van (maart tot) juni/september. De vruchten zijn twee- tot vierzadig en langwerpig.

## Voorkomen
De plant houdt van zure, droge tot vrij natte plaatsen in bossen, op kapvlakten, en in houtwallen. De verspreiding is door middel van het mierenbroodje (verspreiding door mieren). De soort heeft een voorkeur voor vrij voedselarme, maar stikstofrijke grond.
Rankende helmbloem is een van oorsprong maritieme soort die vooral in een brede strook langs de Atlantische kust voor komt. De soort breidt zijn verspreidingsgebied echter gestadig uit naar Centraal-Europa. Het areaal strekt zich anno 2008 uit tot voorbij de 14e lengtegraad. Dit geeft aanleiding tot discussie. Omdat de soort voor zijn verspreiding afhankelijk is van mieren, zou het eigenlijk een langzame uitbreider moeten zijn. Een mogelijke verklaring voor de uitbreiding van het areaal is klimaatsverandering, waardoor de zachte winters die historisch gezien bij de Atlantische kusten horen, nu ook meer in Centraal-Europa opgeld doen. Verder zou stikstofverrijking van de bodem door luchtvervuiling een oorzaak kunnen zijn.
In Nederland is de soort algemeen in Drenthe, Overijssel, en Gelderland, vrij algemeen in Noord-Brabant en Zuid-Holland, terwijl de plant in Zuid-Limburg ontbreekt. In België is de soort vrij zeldzaam in de Kempen en Vlaanderen. In Wallonië geldt de plant als bedreigd. In Duitsland komt de soort oorspronkelijk vooral voor op de Noord-Duitse Laagvlakte.
De rankende helmbloem is de enige bekende waardplant voor de kever Procas granulicollis.